# سوکووووو بوزنگسکیه
سوکووووو بوزنگسکیه (به لهستانی:  Sokołowo Budzyńskie) یک روستا در لهستان است که در گمینا بوزنگ واقع شده‌است.